# لغات ما قبل اليونانية
لغات ما قبل اليونانية (أو اللغات التحتية قبل اليونانية) تتألف من اللغات الغير معروفة التي يُتحدث بها في عصور ما قبل التاريخ في اليونان القديمة وذلك قبل استيطان المتكلمين الأولين للغات الهيلينية في المنطقة. ومن المتوقع أن يكون اليونانيين أخذوا بضعة مئات من الكلمات وأسماء الأعلام من هذه اللغة (أو اللغات)، لأن بعض مفرداتها لا يمكن تفسيره بصورة مرضية على أنها مشتقة من اللغة اليونانية الأولي.

## الكلمات المُستعارة من لغات ما قبل اليونانية
هناك عدة تصنيفات مختلفة من اللغات قبل اليونانية، أو «الآجيه»، الكلمات المُستعارة مثل:
- حيوانات: مثل βόλινθος/βόνασσος، bólinthos/bónassos, 'أرخص'; κάνθαρος, kántharos, 'خنافس'; σμίνθος, smínthos, 'فأر'.
- العمارة : مثل  λαβύρινθος, labýrinthos, 'متاهة'; πλίνθος, plínthos, 'حجر'; πύργος, pýrgos, 'برج'.[1]
- المفردات البحرية: مثل θάλασσα, thálassa, 'بحر'.
- آلات موسيقية: مثل σύριγξ, sýrinx, 'فلوت'; κίθαρις, kítharis, 'قيثارة'; σάλπιγξ, sálpinx, 'بوق'; φόρμιγξ, phórminx, 'سمسمية'.
- أسماء شخصية: مثل. Ὀδυσσεύς, 'Odysseus'.;[2] Ήφαιστοςقالب:Wiktang, 'Hephaestus'.
- نباتات: مثل  ἀψίνθιον, apsinthion, 'شيح ابن سينا' أو 'أفسنتين'; ἐλαία, elaía, 'شجرة الزيتون'; κισσός, kissós, 'عشقة'; ἄμπελος, ámpelos, 'نبات متسلق'; σταφυλια,staphylia, عنب
- المعادن وعلم التعدين: κασσίτερος, kassíteros, 'قصدير'; χαλκός, chalkós, 'برونز'; μόλυβος, mólybos, 'رصاص'; σίδηρος, sídēros, 'حديد'.
- مؤسسات اجتماعية: مثل τύραννος, týrannos, 'حاكم مُطلق'.
- الأسماء المُعرفة: مثل Ἀπόλλων, Apóllōn 'Apollo'.[2]
- أسماء الأماكن:  (مثل Κόρινθος 'Korinthos', Ζάκυνθος 'Zakynthos'), -ss- (مثل Παρνασσός 'Parnassos') و -tt- (مثل Ὑμηττός 'Hymettus').[2]
- استخدام الأنواع المحلية: ἔλαιον, élaion, 'زيت الزيتون'; λήκυθος, lḗkythos, 'جرة زيت الزيتون'; κάνθων, kánthōn, 'مؤخرة الحفظ - وذلك كناية عن الشخص الذي يُخزن أشياء كثيرة في جيوبه الخلفية'.
- الأسلحة: σιβύνη, síbynē, 'رمح الصيد'; ὑσσός, hyssós, 'رمح خفيف'; θώραξ, thṓrax, 'لباس خفيف'.
- النسيج: μύρινθος, mýrinthos, 'لفة خيط'; ἀρύβαλλος, arýballos, 'حقيبة يد'.